# Jules Strens
Jules Strens, né à Ixelles le 5 décembre 1892 et décédé à Bruxelles le 19 mars 1971, est un compositeur, chef d'orchestre et organiste  belge.

## Biographie
Jules Strens a étudie au Conservatoire royal de Bruxelles. En tant que compositeur, il est autodidacte conseillé par Paul Gilson. Il joue du violon dans l'orchestre du Théâtre de La Monnaie et dirige l'orchestre de l'Association Symphonique de Bruxelles. Plus tard, il se consacre à la musique d'orgue. En 1922, il obtient le prix Ysaÿe de composition (institué par les Concerts Ysaÿe en 1921) pour ses variations symphoniques Gil Blas.
Depuis 1926, il entre dans le groupe Les Synthétistes en tant qu'étudiant de Paul Gilson. Ce groupe constitue le pendant belge du célèbre Groupe des Six (Darius Milhaud, Arthur Honegger, Francis Poulenc, Georges Auric, Louis Durey et Germaine Tailleferre). Le but de synthétiser les différentes tendances de la musique de cette époque, d'où le nom Les Synthétistes. D'une part, encouragé par leur maître Paul Gilson, d'autre part à la demande du directeur de la Musique royale des Guides Arthur Prévost, et enfin parce que ce groupe est le seul orchestre professionnel en Belgique, les Synthétistes s'engagent à écrire pour un orchestre d'harmonie.
Les compositions de Strens ont été distinguées plusieurs fois. Ses premières compositions sont influencées par Richard Strauss, par exemple dans ses variations symphoniques Gil Blas. Un élément dominant de son style est l'utilisation de structures polyrythmiques. Il utilise cette technique dans la Danse funambulesque, la Danse tragique et évidemment dans la Rhapsodie polyrythmique.

## Œuvres principales

### Œuvres pour orchestre
- 1918 Britannicus
- 1922 Gil Blas, variations symphoniques
- 1923 Les elfes op. 5
- 1924 Deux esquisses op. 6
- 1924 Images enfantines: 1e suite op. 7
- 1925 Berceuse et danse op. 11
- 1927 Rapsodia zingara op. 15
- 1927 Préludes lyriques op. 16
- 1927 Suite héroïque
- 1930 Danse funambulesque op. 18
- 1930 Saturnale op. 19
- 1931 Roland op. 20
- 1937 Le chanteur de Naples op. 27
- 1938 Danse tragique op. 29
- 1945 Marche des vainqueurs op. 35
- 1953 Rapsodie polyrythmique op. 49
- 1970 Ensorciana
- Brasilia - Suite
- Les gracieuses
- Lied d'avril
- Nocturne et ballade

### Concertos
- 1938 Fantaisie concertante op. 28 pour piano et orchestre
- 1951 Concerto op. 47 pour violon et orchestre
- 1958 Concerto op. 53 pour orgue et orchestre à cordes

### Œuvres pour orchestre d'harmonie
- 1929 Danse funambulesque croquis chorégraphique op. 12
- 1939 Dans tragique
- 1940 Carnaval d'Été
- 1955 Gil Blasvariations symphoniques d'après Lesage

### Musique vocale
- 1917 Choses de l'enfance pour ténor et piano - Texte : Georges Rodenbach
- 1931 Cinq mélodies op. 21 pour soprano et piano - Texte : André Van Hasselt
- 1935 Le matin op. 24 pour ténor et orchestre - Texte : Emile Verhaeren
- 1938 Symphonie sylvestre op. 30 pour solistes, chœur et orchestre - Texte: Louis Timmermans
- Avion d'amour pour mezzosoprano et piano - Texte : John Wigton
- Mon torero pour mezzosoprano et orchestre - Texte : John Wigton

### Messe
- 1924 Messe en mi mineur op. 8 pour chœur mixte et orgue

### Musique pour le théâtre

#### Opéras
- 1937 Le Chanteur de Naples
- 1941 La Tragédie d'Agamemnon, op. 32
- C'est la faute à la lune (Livret de B. Mouret)
- Quand l'amour veut (Livret d'Ernest Mouret)

#### Musique de scène
- Noces vénitiennes - Texte : Emile Vauthier

### Œuvres pour orgue
- 1917 Œuvres pour Grand'Orgue
- 1917 Sonate
- 1945 Variations de Noël sur un thème wallon op. 37
- 1948 Chant des adieux op. 38
- 1948 Belle nuit, sainte nuit op. 39
- 1948 Vixit op. 40/a
- 1950 Marche provençale op. 46
- 1950 Sinfonietta op. 42
- 1952 Pièces pour orgue 1
- 1955 Huit préludes de choral
- 1955 Sieben Choralvorspiele op. 51
- 1956 Preludio, Aria e Toccata op. 52
- 1957 Pièces pour orgue 2
- 1957 Prélude et fugue en fa
- 1960 Pièces pour orgue 3
- 1962 Préludes
- 1964 Pièces pour orgue
- Dix petits préludes
- Fuga in f moll
- Gloria - Album I
- Gloria - Album II
- Gloria - Album III
- Gloria - Album IV
- Gloria - Album V
- Minuetto, aria e toccata
- Prélude et fugue en mi mineur
- Prélude et fugue en sol

### Œuvres pour piano
- 1924 Images enfantines op. 7
- 1926 Guignol
- 1926 Mon Ami Pierrot
- 1926 Ariette op. 14
- 1927 Ouverture
- 1946 Sonatine classique op. 36
- 1954 Moto perpetuo
- 1964 Fantaisie burlesque op. 56
- Marche romaine
- Sélection du célèbre concerto de Robert Schumann
- Six danses modernes

### Musique de chambre
- 1917 Quatuor à cordes en fa op. 1
- 1922 Poème op. 4 pour alto et piano
- 1925 Quatuor à cordes nº1 op. 9
- 1926 Sonate op. 13 violoncelle et piano
- 1929 Quatuor à cordes nº2 op. 14
- 1933 Quatuor à cordes nº3 op. 23
- 1935 Sextuor op. 24
- 1935 Quatuor à cordes nº4 op. 26
- 1943 Quintette op. 34
- 1950 Quartetto op. 44 pour 4 cors en fa
- 1952 Sonate op. 48 pour violon et alto
- 1954 Sonate op. 54 pour alto et piano
- 1954 Quatuor op. 55
- 1951 Suite sur des airs de chasse op. 45 pour 4 cors en fa
- Andante op. 10 pour clarinette et piano
- Petite musique de nuit pour violon et piano

### Œuvres pour accordéon
- La guinguette